# Paralastor orientalis
Paralastor orientalis är en stekelart som beskrevs av Perkins 1914. Paralastor orientalis ingår i släktet Paralastor och familjen Eumenidae. Inga underarter finns listade i Catalogue of Life.